# La Neuville-Chant-d'Oisel
Pour les articles homonymes, voir Neuville.
La Neuville-Chant-d'Oisel est une commune française située dans le département de la Seine-Maritime en région Normandie.

## Géographie

### Localisation
| Montmain    | Mesnil-Raoul              | Bourg-Beaudouin Eure   |
| Boos        | La Neuville-Chant-d'Oisel | Radepont Eure          |
| Pîtres Eure | Romilly-sur-Andelle Eure  | Pont-Saint-Pierre Eure |

La Neuville-Chant-d'Oisel se situe dans le canton de Boos, à la frontière entre la Seine-Maritime et l'Eure. Le bourg se situe à 17 km au sud-est de Rouen.
Dernière et plus grande commune du plateau Est de Rouen, La Neuville-Chant-d'Oisel est mitoyenne des communes de Boos, Montmain et Mesnil-Raoul en Seine-Maritime, et de Bourg-Beaudouin, Radepont, Pont-Saint-Pierre, Romilly-sur-Andelle et Pîtres dans l'Eure.

### Hydrographie
La commune est située dans le bassin Seine-Normandie. Elle n'est drainée par aucun cours d'eau,. Néanmoins deux plans d'eau sont présents sur le territoire communal : la mare Joncquemare (0,15 ha) et la mare Verboc (0,28 ha),.

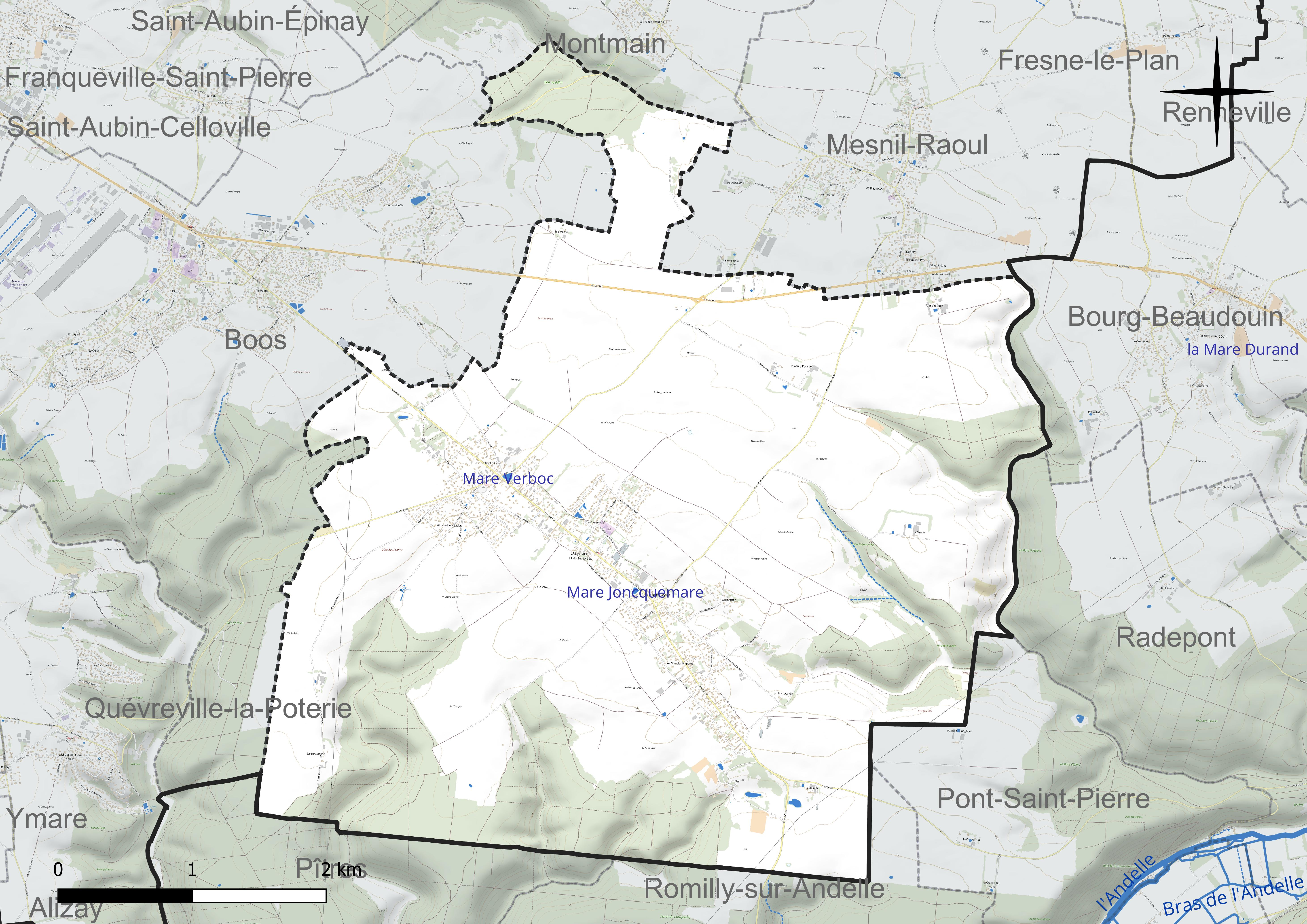
Réseau hydrographique de la Neuville-Chant-d'Oisel.

### Climat
Pour des articles plus généraux, voir Climat de la Normandie et Climat de la Seine-Maritime.
En 2010, le climat de la commune est de type climat océanique dégradé des plaines du Centre et du Nord, selon une étude du CNRS s'appuyant sur une série de données couvrant la période 1971-2000. En 2020, Météo-France publie une typologie des climats de la France métropolitaine dans laquelle la commune est exposée à un climat océanique et est dans la région climatique Côtes de la Manche orientale, caractérisée par un faible ensoleillement (1 550 h/an) ; forte humidité de l’air (plus de 20 h/jour avec humidité relative > 80 % en hiver), vents forts fréquents. Parallèlement le GIEC normand, un groupe régional d’experts sur le climat, différencie quant à lui, dans une étude de 2020, trois grands types de climats pour la région Normandie, nuancés à une échelle plus fine par les facteurs géographiques locaux. La commune est, selon ce zonage, exposée à un « climat des plateaux abrités », correspondant aux plaines agricoles de l’Eure, avec une pluviométrie beaucoup plus faible que dans la plaine de Caen en raison du double effet d’abri provoqué par les collines du Bocage normand et par celles qui s’étendent sur un axe du Pays d'Auge au Perche.
Pour la période 1971-2000, la température annuelle moyenne est de 10,1 °C, avec une amplitude thermique annuelle de 13,8 °C. Le cumul annuel moyen de précipitations est de 815 mm, avec 12,7 jours de précipitations en janvier et 8,7 jours en juillet. Pour la période 1991-2020, la température moyenne annuelle observée sur la station météorologique la plus proche, située sur la commune de Boos à 4 km à vol d'oiseau, est de 10,9 °C et le cumul annuel moyen de précipitations est de 847,5 mm,. Pour l'avenir, les paramètres climatiques de la commune estimés pour 2050 selon différents scénarios d’émission de gaz à effet de serre sont consultables sur un site dédié publié par Météo-France en novembre 2022.

## Urbanisme

### Typologie
Au 1er janvier 2024, La Neuville-Chant-d'Oisel est catégorisée bourg rural, selon la nouvelle grille communale de densité à sept niveaux définie par l'Insee en 2022.
Elle appartient à l'unité urbaine de La Neuville-Chant-d'Oisel, une unité urbaine monocommunale constituant une ville isolée,. Par ailleurs la commune fait partie de l'aire d'attraction de Rouen, dont elle est une commune de la couronne,. Cette aire, qui regroupe 317 communes, est catégorisée dans les aires de 200 000 à moins de 700 000 habitants,.

### Occupation des sols
L'occupation des sols de la commune, telle qu'elle ressort de la base de données européenne d’occupation biophysique des sols Corine Land Cover (CLC), est marquée par l'importance des territoires agricoles (70,5 % en 2018), en diminution par rapport à 1990 (72 %). La répartition détaillée en 2018 est la suivante : 
terres arables (70,5 %), forêts (20,1 %), zones urbanisées (8,2 %), espaces verts artificialisés, non agricoles (1,2 %). L'évolution de l’occupation des sols de la commune et de ses infrastructures peut être observée sur les différentes représentations cartographiques du territoire : la carte de Cassini (XVIIIe siècle), la carte d'état-major (1820-1866) et les cartes ou photos aériennes de l'IGN pour la période actuelle (1950 à aujourd'hui).

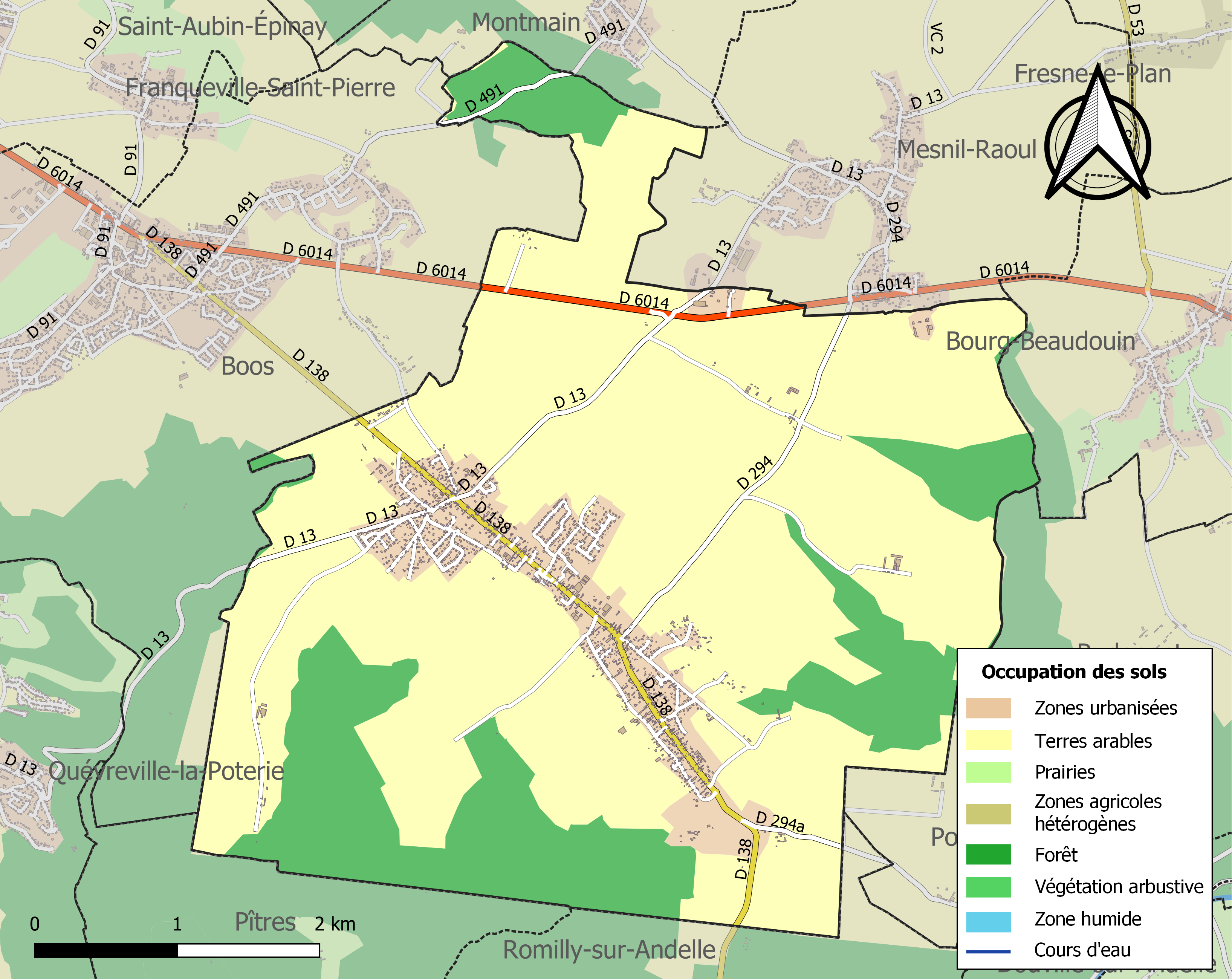
Carte des infrastructures et de l'occupation des sols de la commune en 2018 (CLC).

## Toponymie
Le nom de la localité est attesté sous les formes Novavilla Cantu Avis en 1258 (Bonnin 309) ; La Noeve ville de Cante Oisel ; [La Prévosté de] Noveville vers 1266 (Strayer f. 23) ; Chandoisel en 1319-1392 (Archives Seine-Maritime G. 3267, 3269) ; Neufville Chant d'Oisel en 1350 (Ordonnances des Rois de France II, 403) ; [La terre de] la Neuville Chant d'Oisel en 1405 (Arch. S.-M. Tab. Rouen, reg. 8, f. 359, reg. 11, f. 150 v.) ; Chant d'Oysel en 1431 (Auguste Longnon 18, 78) ; Nova villa Cantus avis en 1438 ; [Terre de] la Neuville Chant d'Oisel en 1570 (Arch. S.-M. 2128, 1454, 4032) ; [Fief ou vavassorie de] Chant d'Oisel assis à la Neufville, 1560 (Prévost, 350-351) ; La Neuville et Champ d'Oisel en 1715 (Frémont) ; La Neuville Champdoisel et Champdoiselle en 1757 (Cassini) ; La Neuville Chant d'Oisel, et Quartier du Chant d'Oisel en 1879 (Tougard-Rouen 121-124) ; Neuville Champ d'Oisel, 1953 (Nom.) ; La Neuville Champ d'Oisel, Champ d'Oisel en 1957 (I.G.N.).
Il s'agit d'une formation toponymique médiévale créé par l'association de deux toponymes La Neuville et Chant d'Oisel. La paroisse de la Neuville au sens de « nouveau village » a dû être fondée vers le XIIe siècle sur un essartage de la forêt de Longboel,, 
tandis que le qualificatif Chant d'oisel se réfère au gazouillis des nombreux chanteurs emplumés qui peuplent la campagne, car en vieux français, oiseau se prononçait oisel, comme c'est toujours le cas en normand. D'où le patronyme Loisel centré sur la région.
Remarque : Longboel ou Longboël est un composé toponymique régional dont une des plus anciennes attestations se réfère précisément à la forêt de Longboel : [Consuetudines totius silvae quae] Longum Bothel [dicitur] en 1068, formé des éléments long « long » et bothel « maison », mot anglo-saxon ou anglo-scandinave, que l'on retrouve en emploi autonome dans Bouelles (Neufchâtel).

## Histoire
Après la conquête des Francs et l’installation des Carolingiens dans la région, Rollon, chef des Normands, fixa les limites de la Normandie. Cantus Avis est cité vers 1240 et fut sans doute fondé au XIIe siècle sur un essartage de la forêt de Longboël. Le Chandoysel fut la première partie du village regroupé autour de l’église, In Parocchia Nove Ville de Cantus Avi en 1263.
Au XIIIe siècle, la poussée démographique (moins d’épidémies, paix, sécurité) est telle qu’il faut des nouvelles terres. C’est donc à partir de là, et de l'ancienne voie romaine de Paris à Rouen, qu’une nouvelle partie du village  se dessine : La Neufville Chandoysel (Nova Villa cantus Avis) appartenant à la baronnie de Pont-Saint-Pierre. Sur ordre de Saint Louis, les moines propriétaires des lieux, défrichent la forêt de Longboël et la cède au chapitre de Rouen. Ces déboisements se font selon un plan géométrique très précis : les moines encadrent les paysans et procèdent à l’attribution des lots en bandes étroites perpendiculaires à la route. À la Révolution, la forêt devient « bien national » et en 1833, Jules de Maupassant en obtient une portion de 130 ha sur laquelle, comme pour assurer une symétrie avec le château du Chant d’Oisel, il fait ériger une demeure en 1835.
Il y eut un important commerce de fromages au XIXe siècle.
En septembre 1914, un commando allemand chargé de faire sauter le pont d'Oissel, traversa le village, à bord de véhicules à moteur.
Le 16 juin 1962, que le préfet écrit au maire : « Sur proposition de la Commission Nationale de Révision du Nom des Communes, Monsieur le Ministre de l’Intérieur a rendu officiel le nom de votre commune : La Neuville-Chant-d’Oisel… », plutôt que Champ-d'Oisel.

## Population et société

### Démographie
L'évolution du nombre d'habitants est connue à travers les recensements de la population effectués dans la commune depuis 1793. Pour les communes de moins de 10 000 habitants, une enquête de recensement portant sur toute la population est réalisée tous les cinq ans, les populations de référence des années intermédiaires étant quant à elles estimées par interpolation ou extrapolation. Pour la commune, le premier recensement exhaustif entrant dans le cadre du nouveau dispositif a été réalisé en 2006.

En 2022, la commune comptait 2 376 habitants, en évolution de +6,5 % par rapport à 2016 (Seine-Maritime : +0,35 %, France hors Mayotte : +2,11 %).
| 1793  | 1800  | 1806  | 1821  | 1831  | 1861  | 1876  | 1881  | 1886  |
| ----- | ----- | ----- | ----- | ----- | ----- | ----- | ----- | ----- |
| 1 447 | 1 460 | 1 470 | 1 542 | 1 551 | 1 306 | 1 142 | 1 089 | 1 074 |

| 1891  | 1896  | 1901 | 1906 | 1911 | 1921 | 1926 | 1931 | 1936 |
| ----- | ----- | ---- | ---- | ---- | ---- | ---- | ---- | ---- |
| 1 087 | 1 006 | 937  | 974  | 863  | 748  | 794  | 798  | 819  |

| 1946 | 1954 | 1962 | 1968 | 1975  | 1982  | 1990  | 1999  | 2006  |
| ---- | ---- | ---- | ---- | ----- | ----- | ----- | ----- | ----- |
| 866  | 871  | 856  | 896  | 1 048 | 1 362 | 1 691 | 1 751 | 1 857 |

| 2011  | 2016  | 2021  | 2022  | - | - | - | - | - |
| ----- | ----- | ----- | ----- | - | - | - | - | - |
| 2 169 | 2 231 | 2 377 | 2 376 | - | - | - | - | - |

### Cultes
La Neuville-Chant-d'Oisel appartient à la paroisse catholique Saint-Paul du Mesnil – Plateau de Boos qui fait partie du doyenné Rouen-Nord de l'archidiocèse de Rouen.

## Culture locale et patrimoine

### Lieux et monuments
- L’église Notre-Dame, dont les arcades de la nef sont inscrites au titre des monuments historiques par arrêté du 24 novembre 1926[28].
- Ancienne église Saint-Austin, dite chapelle Saint-Austin située au lieu-dit Saint-Austin[29], édifice datant peut-être du XIIIe siècle.
- Stèle commémorative dédiée à Jacques Anquetil.
- Côte Jacques-Anquetil.
- Vestiges du domaine d'Enguerrand de Marigny[30].
- Plusieurs tombes appartenant à la famille Maupassant, Cord'homme et Le Poittevin dans le cimetière.
- Château Anquetil (Les Elfes)[31].
- Château du Chant d'Oisel[32], construit en 1760 pour Pierre-Louis Asselin, seigneur du lieu.

### Personnalités liées à la commune
- Jacques Anquetil (1934-1987), propriétaire sur la commune.
- Alfred Le Poittevin (1816-1848), décédé et enterré à La Neuville.
- Louis Le Poittevin (1847-1909), fils du précédent.
- Henri Gosselin (1844-1902), architecte.
- Guy de Maupassant (1850-1893).
- Enguerrand de Marigny (1260-1315).
- Eugène Tilloy (1878-1961), homme politique, y est mort.
- Jean-Baptiste Duperré du Veneur (1724-1811), seigneur du Veneur, maire de Rouen (1785-1788).
- Annie Duperey (1947-) actrice, écrivain, photographe, a vécu dans la commune dans sa jeunesse.